# Aegithalos iouschistos
Il codibugnolo fronterossiccia (Aegithalos iouschistos (Blyth, 1845)) è un uccello passeriforme della famiglia Aegithalidae.

## Etimologia
Il nome scientifico della specie, iouschistos, deriva dall'unione della parola greche ιοεις (ioeis, "scuro") col tardo latino schistus ("scisto", attraverso il greco σχιστος/skhistos, "spaccato"), col significato di "scuro come il bitume", in riferimento alla livrea di questi uccelli.

## Descrizione

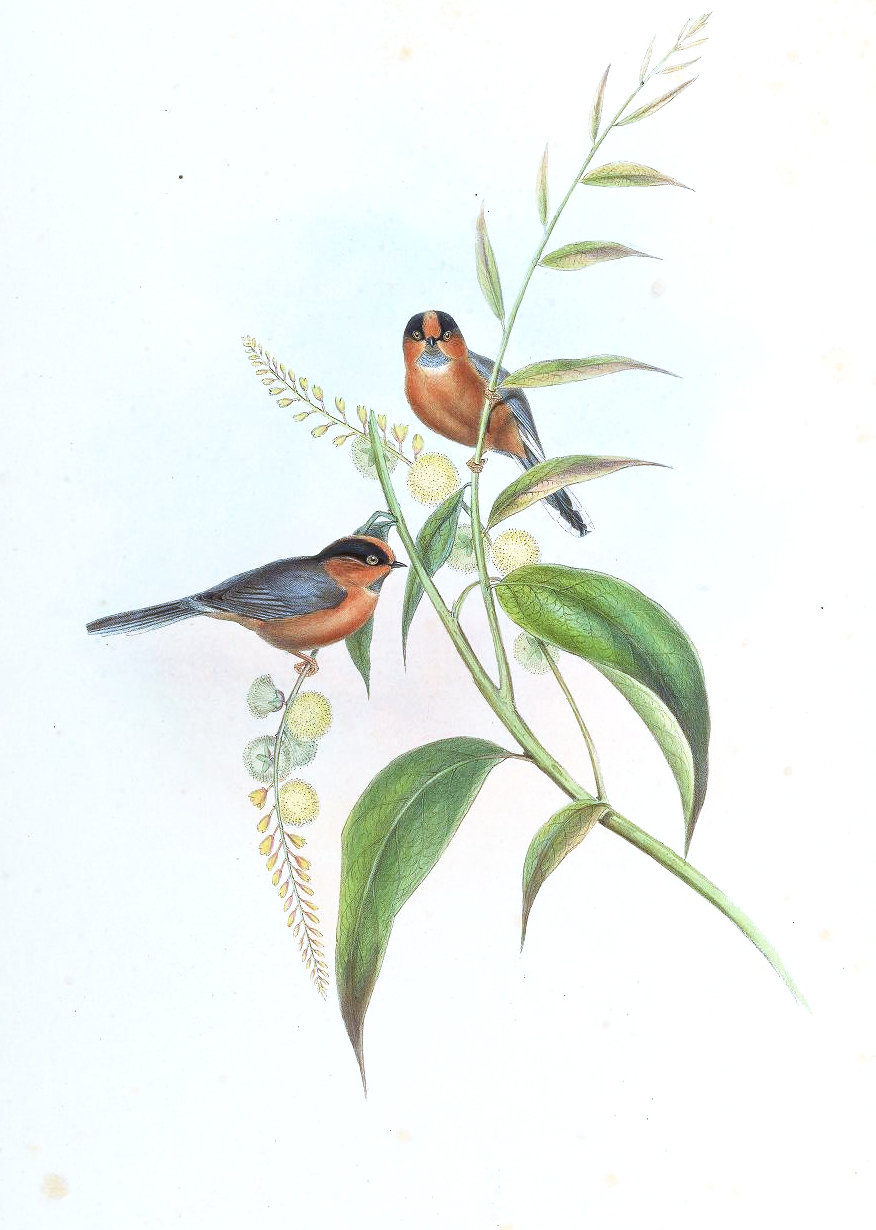
Due esemplari in un'illustrazione a cura di Gould.

### Dimensioni
Misura 11 cm di lunghezza, per 6-7,5 g di peso.

### Aspetto
Si tratta di uccelletti dall'aspetto paffuto e arrotondato, muniti di grossa testa arrotondata con corto becco conico dalla mandibola superiore lievemente ricurva verso il basso, ali corte ma appuntite e coda lunga quasi quanto il corpo e dall'estremità cuneiforme.
Il piumaggio è di color nocciola-aranciato alla base del becco, su fronte (come del resto intuibile dal nome comune), vertice, mustacchio, guance, lati del collo, petto, fianchi e ventre, mentre la gola è bianca barrata ai lati di nero: uno spesso sopracciglio e l'area attorno agli occhi sono di colore nero, così come nere sono la coda e le remiganti, mentre il resto delle ali, così come il dorso, la nuca e il codione, è di color grigio-nerastro.
Il becco è nerastro, le zampe sono di color carnicino-aranciato e gli occhi sono gialli.

## Biologia
I codibugnoli fronterossiccia sono uccelletti diurni vispi e vivaci, che vivono in gruppetti familiari (non di rado associandosi in stormi misti ad altre specie dalle abitudini di vita simili), passando la maggior parte della giornata alla ricerca di cibo fra le cime degli alberi.

### Alimentazione
La specie è essenzialmente insettivora, nutrendosi perlopiù di uova e larve d'insetto, ma anche di altri piccoli invertebrati e presumibilmente anche di bacche, granaglie ed altro materiale di origine vegetale.

### Riproduzione
La stagione riproduttiva va dalla fine di marzo a luglio: durante questo periodo, le coppie si isolando dallo stormo di appartenenza e mostrano territorialità nei confronti degli intrusi conspecifici.
I due sessi collaborano nella costruzione del nido (una struttura a sacco composta di licheni e ragnatela e situata nel folto della vegetazione cespugliosa) e nell'allevamento della prole (coi nidiacei che lasciano definitivamente il nido a un mese e mezzo circa dalla schiusa), mentre la cova è a carico esclusivo della femmina e dura circa 12 giorni.

## Distribuzione e habitat

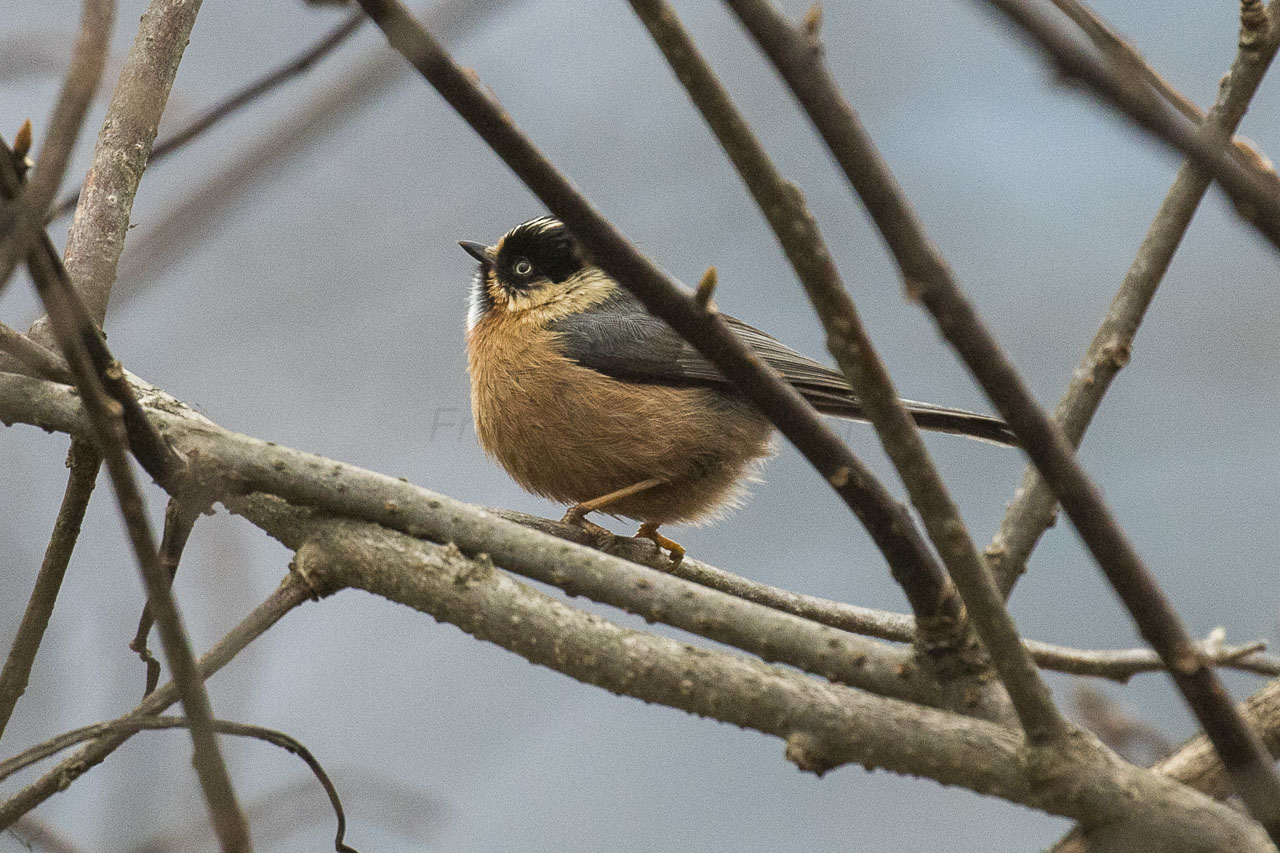
Esemplare nell'Arunachal Pradesh.

Il codibugnolo fronterossiccia popola le pendici meridionali e sud-orientali dell'Himalaya, abitando una stretta fascia che va dalle aree settentrionali del Nepal centrale e orientale all'estremità nord-occidentale dell'Arunachal Pradesh, attraverso Sikkim, Bhutan ed estremità sud-occidentale del Tibet.
L'habitat di questi uccelli è rappresentato dalle aree cespugliose al limite della foresta decidua temperata, generalmente a prevalenza di querce.